# 朱占科
朱占科（?—?），江蘇省淮安府山陽縣人，清朝政治人物、進士出身。
光緒九年（1883年），参加癸未科殿試，登進士二甲78名。同年五月，著以主事分部学习。后担任云南顺宁府知府。
淮安朱占科故居位于淮安区东长街，已列为淮安市文物保护单位。